# 李惠堂旧居
23°49′31″N 115°43′29″E / 23.82528°N 115.72481°E
李惠堂旧居即联庆楼，位于中国广东省五华县横陂镇老楼村，是一座客家四角楼，2008年被列为广东省文物保护单位。
“世界球王”李惠堂1905年生于香港，6岁时随父回老家定居，直至10岁返回香港。联庆楼由李惠堂父亲李浩如在清光绪十八年（1892年）建造，占地4400平方米，平面呈矩形，四角为四层的碉楼，其余呈三堂四横屋一围龙，均为两层，墙体均有灰沙夯筑。门前设晒坪，坪前为半月塘。